# Reprezentacja Peru na Mistrzostwach Świata w Narciarstwie Klasycznym 2009
Reprezentacja Peru na Mistrzostwach Świata w Narciarstwie Klasycznym 2009 liczyła 1 sportowca. Najlepszym wynikiem było 126. miejsce (Roberto Carcelén) w sprincie mężczyzn.

## Medale

### Złote medale
Brak

### Srebrne medale
Brak

### Brązowe medale
Brak

## Wyniki

### Biegi narciarskie mężczyzn
Sprint
- Roberto Carcelén - 126. miejsce (odpadł w kwalifikacjach)

Bieg na 30 km
- Roberto Carcelén - nie ukończył

Bieg na 50 km
- Roberto Carcelén - nie ukończył